# 10-Meter-Band
Das 10-Meter-Band ist ein Frequenzband im Kurzwellenspektrum. Es befindet sich im Frequenzbereich von 28 MHz bis 29,7 MHz und bildet den Übergang von den Kurzwellen zu den Ultrakurzwellen. Atmosphärische Störungen (wie Gewitter) machen sich nur selten bemerkbar, wohl aber künstliche Störungen durch z. B. Zündfunken.

## Ausbreitungsbedingungen
In Bodennähe erreicht das 10-Meter-Band noch Stationen in 20 bis 30 Kilometer Entfernung. Die Reichweite kann sich durch verschiedene Einflüsse erhöhen. Grundsätzlich erhält man mit einer größeren Funkantenne auf höheren Positionen eine größere Reichweite. Neben der Sendeleistung ist auch die Reflexionsfähigkeit der Ionosphäre für die Reichweite entscheidend.
Der Übertragungsweg über die Raumwelle muss sich auf der Tagseite der Erde befinden. Lediglich in niederen geografischen Breiten sind auch nach der Dämmerung bzw. in der Nacht Funkverbindungen über Raumwelle möglich. Über die Raumwelle sind teilweise Funkstationen in einer Entfernung von 2000 Kilometer und mehr erreichbar.
Bei hoher Anzahl von Sonnenflecken sind aber auch tagsüber interkontinentale Verbindungen selbst mit kleinster Sendeleistung (weniger als einem Watt) und kleinen Antennen möglich.
Im Sonnenfleckenminimum sind nur gelegentlich von Mai bis August DX-Verbindungen von bis zu 2000 Kilometer über die sporadische E-Schicht möglich.

## 10-Meter-Amateurband
Das 10-Meter-Band wurde 1927 für den Amateurfunk reserviert.

### Bandplan
Der Amateurfunk-Bandplan sieht in der IARU Region1 wie folgt aus:
| Frequenzbereich   | max. Bandbreite | Nutzung                                                                |
| ----------------- | --------------- | ---------------------------------------------------------------------- |
| 28,000–28,070 MHz | 200 Hz          | CW, QRS-Aktivitätszentrum 28,055 MHz, QRP-Aktivitätszentrum 28,060 MHz |
| 28,070–28,120 MHz | 500 Hz          | Schmalband, Digimode, FT8 28,074 MHz                                   |
| 28,120–28,150 MHz | 500 Hz          | Schmalband, Digimode, automatische digitale Stationen                  |
| 28,150–28,190 MHz | 500 Hz          | Schmalband                                                             |
| 28,190–28,199 MHz | –               | internationales Baken-Projekt, regionale Baken, kein Sendebetrieb      |
| 28,199–28,201 MHz | –               | internationales Baken-Projekt, weltweite Baken, kein Sendebetrieb      |
| 28,201–28,225 MHz | –               | internationales Baken-Projekt, kein Sendebetrieb                       |
| 28,225–28,300 MHz | 2700 Hz         | alle Betriebsarten, Baken                                              |
| 28,300–28,320 MHz | 2700 Hz         | alle Betriebsarten, Digimode, automatische digitale Stationen          |
| 28,320–29,000 MHz | 2700 Hz         | alle Betriebsarten, Aktivitätszentrum SSB (USB) QRP 28,360 MHz         |
| 29,000–29,100 MHz | 6000 Hz         | alle Betriebsarten                                                     |
| 29,100–29,200 MHz | 6000 Hz         | alle Betriebsarten, Digimode, FM-Simplex                               |
| 29,200–29,300 MHz | 6000 Hz         | alle Betriebsarten, Digimode, automatische digitale Stationen          |
| 29,300–29,510 MHz | 6000 Hz         | Satelliten-Downlink                                                    |
| 29,510–29,520 MHz | –               | Schutzkanal                                                            |
| 29,520–29,590 MHz | 6000 Hz         | Schmalband-FM-Relais, Eingang (RH1-RH8)                                |
| 29,600 MHz        | 6000 Hz         | Schmalband-FM-Anruffrequenz                                            |
| 29,610 MHz        | 6000 Hz         | Schmalband-FM-Simplex, Repeater (in/out)                               |
| 29,620–29,690 MHz | 6000 Hz         | alle Betriebsarten, Schmalband-FM-Relais, Ausgang (RH1-RH8)            |